# Benjamin Gompertz

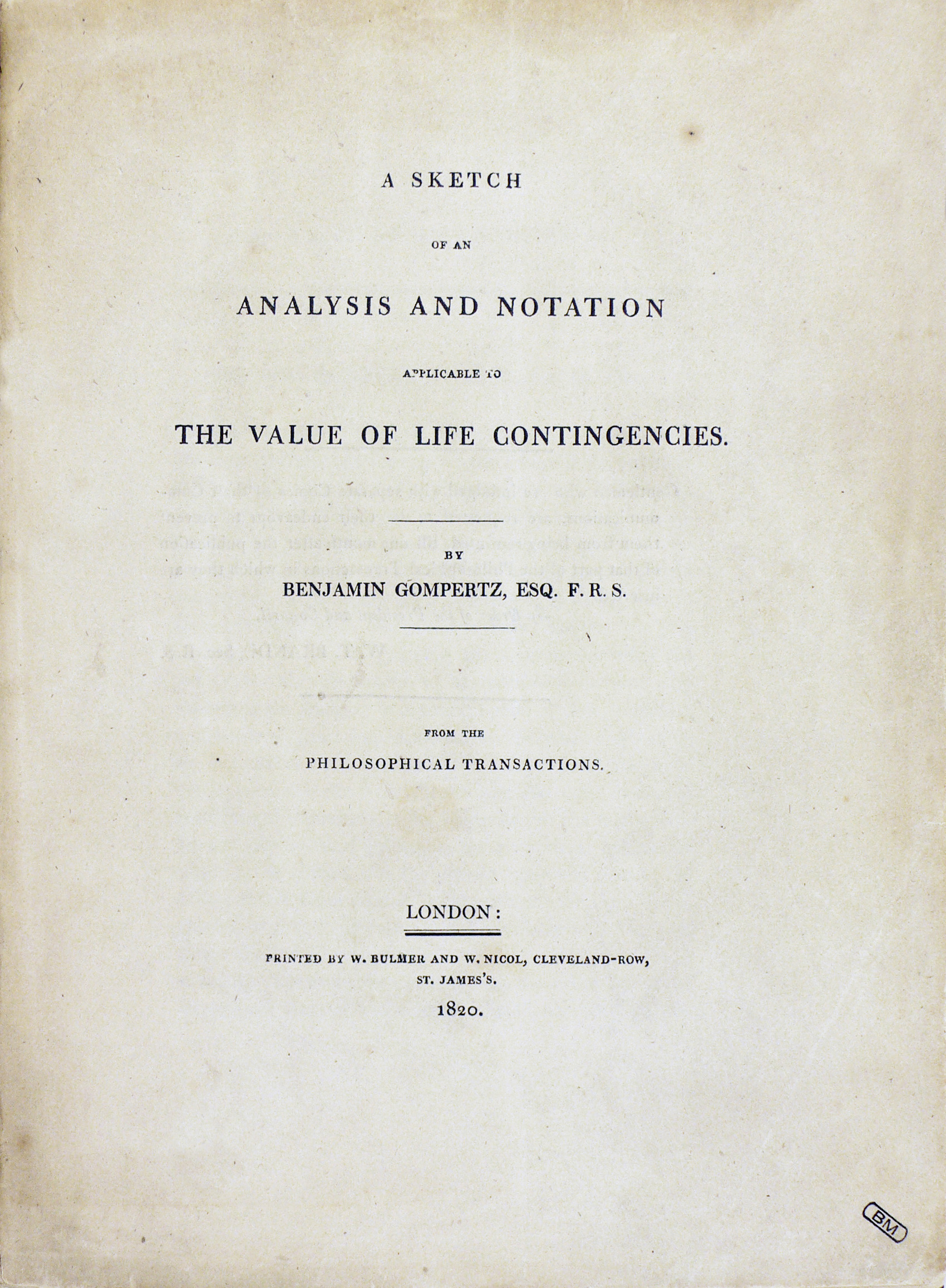
A sketch of an analysis, 1820 (Fondazione Mansutti, Milano).

Benjamin Gompertz (Londra, 5 marzo 1779 – Londra, 14 luglio 1865) è stato un matematico britannico.

## Biografia
Figlio di un mercante di diamanti ebreo di origine olandese, fu un bambino prodigio e già all'età di diciannove anni ottenne diversi premi di matematica. A causa della sua religione gli fu rifiutata l'iscrizione all'università e studiò da autodidatta, in particolare le opere di Newton e Maclaurin. Il padre lo convinse a occuparsi di finanza, motivo per cui lavorò al London Stock Exchange. Durante gli anni alla borsa londinese conobbe David Ricardo e Francis Baily, con cui scrisse un catalogo completo di astronomia. Fu membro della Mathematical Society of Spitalfields, che nel 1820 diventò la Royal Astronomical Society, e fu socio fondatore della Statistical Society of London.
Fu esperto soprattutto di matematica delle assicurazioni, lavorando poi nelle compagnie assicurative nate dopo la fine del periodo napoleonico. Lavorò alla Alliance British and Foreign Assurance Company, dove rimase fino al 1848. Il suo lavoro più noto sono le tavole di mortalità del 1825, che illustravano in modo scientifico la legge omonima per cui al crescere dell'età diminuisce la capacità umana di impedire la propria decadenza fisica. Tale modello, concepito durante l'attività presso una società di assicurazioni, veniva usato per quantificare l'aspettativa di vita, e quindi per impostare il valore delle polizze sulla vita. Questo può essere scritto secondo la forma differenziale:
{\displaystyle {\frac {\mathrm {d} N}{\mathrm {d} T}}=-rN(t)\ln \left({\frac {N}{K}}\right)\,}
dove N(t) rappresenta il numero di individui al tempo t, r il parametro di crescita e K il numero di individui all'equilibrio. Ovvero in forma esplicita:
{\displaystyle N(t)=Ke^{\ln {\left({\frac {N_{0}}{K}}\right)}e^{-rt}}}
Il modello rappresenta un miglioramento al modello di Malthus e risulta molto simile a quello seguito dall'equazione logistica. Fu usato anche dalle compagnie di assicurazioni per calcolare il costo delle polizze sulla vita. L'equazione, nota come curva di Gompertz, è usata in molte aree scientifiche per descrivere sistemi con crescita iniziale lenta e con valore asintotico d'equilibrio.